# 2008年西藏骚乱
2008年西藏骚乱，又稱2008年藏区骚乱，指部分藏族示威者為了纪念1959年3月10日武装起義49周年，在中國的藏区、藏南的部分藏族激进人士集体抗议。但後來演变成藏族抗爭者襲擊漢族、回族平民和商店、汽车等民用设施，并直接造成18名平民死亡的事件。抗议地点以西藏自治区的首府拉萨为主（称“三·一四事件”），事件波及甘肃省甘南藏族自治州、四川省阿坝藏族羌族自治州等藏人居住地区。之后世界各国包括印度、尼泊尔等国也有相关的藏人抗议活动发生。
騷動發生之際離2008年北京奧運不到五個月，時間點十分敏感，西藏自治区人民政府對此事件声称，此次骚乱是由分离主义分子挑拨，并由达赖集團“有组织、有蓄谋、精心策划和煽动起来的”。达赖喇嘛对此予以否认，并说此次骚乱是由藏人广泛不满引起的。自2008年藏区抗议事件後，中国政府在全藏各地展开爱国教育运动，並增派工作组人员和驻军，同時襲擊的風險導致入藏的觀光客減少。

## 事件過程

### 拉薩骚乱

#### 暴力骚乱之前
2008年1月24日，中国外交部发言人姜瑜对达赖喇嘛在早些时候接受英国一家电视台采访时的讲话定性为“分裂”立场并进行了强烈抨击。英国媒体报导说，达赖喇嘛上星期在接受一家英国电视台采访时，要求在北京举办奥运期间发动和平示威。而位于印度达兰萨拉的西藏流亡政府发言人丹图桑培在接受采访时却澄清说，有关报导并不準确。他说，达赖喇嘛和西藏流亡政府事实上支持中国举办奥运会。
2008年2月中旬，西藏人民起义运动的几个非政府流亡组织发起北京奥运前返乡运动，这次行动的组织者丹增宗珠说，这次行动将由几个非政府流亡组织组成的队伍分几路前往西藏，预计6个月后到达中印边界，在北京奥运举行之际翻越喜马拉雅山脉进入西藏境内。这次效仿印度国父甘地不流血、非暴力精神的返乡运动，参加人数还在持续增长中。丹增宗珠说：“西藏精神领袖达赖喇嘛多次派人和中国政府谈判，但是每次都是空手而归。”他还说：“我认为中国不配举办声望很高的奥林匹克运动会，我们抵制北京奥运。”对此，中国驻美国大使馆新闻参赞王宝东做出回应说， 有些组织正试图把北京奥运会政治化，这与奥运精神不符。藏独分裂势力和一些藏独分子不管以什么形式想搞西藏分裂的活动，都是不能得逞的。我想，他们的此类活动也不会得到世界上主持正义的各国政府和人民的支持。
2008年3月7日，西藏自治区党委书记张庆黎在北京出席中华人民共和国第十一屆全國人民代表大會记者发布会时，嚴詞遣责达赖喇嘛發表的「支持藏族人士在北京奧運期间举行的一些反对北京管治的和平抗议」言論。张庆黎認為，達賴此聲明是企圖對奧運會“搞破坏”。
3月10日，流亡在印度达兰萨拉的藏族人士组织西藏青年大会號召数百名世界各地流亡的藏族人士及其支持者进行「徒步返乡」活动，试图跨越邊境，徒步抵达中國西藏，藉此表達“让我们这些藏人回到自己的家乡”的訴求，但沒有辦理相關手續，因此出发不久后立即被印度警方拦截。同日，达赖喇嘛再度聲明不反对北京舉辦奥运，但批评北京政府在西藏侵犯人权，尼泊尔也禁止“徒步返乡”活动，并逮捕了多人。CNN引述基于印度的藏人组织称，拉薩三大寺院之一哲蚌寺約三百名僧人遊行，請求當局釋放早前因試圖慶祝達賴喇嘛獲美國國會頒授國會金質獎章而遭當局扣押的僧侶，但被中國人民武裝警察部隊阻截；同日，拉薩三大寺之一的色拉寺有僧侶遊行，並呼喊「西藏獨立」的口號，並展示雪山獅子旗，旋即遭警方逮捕。

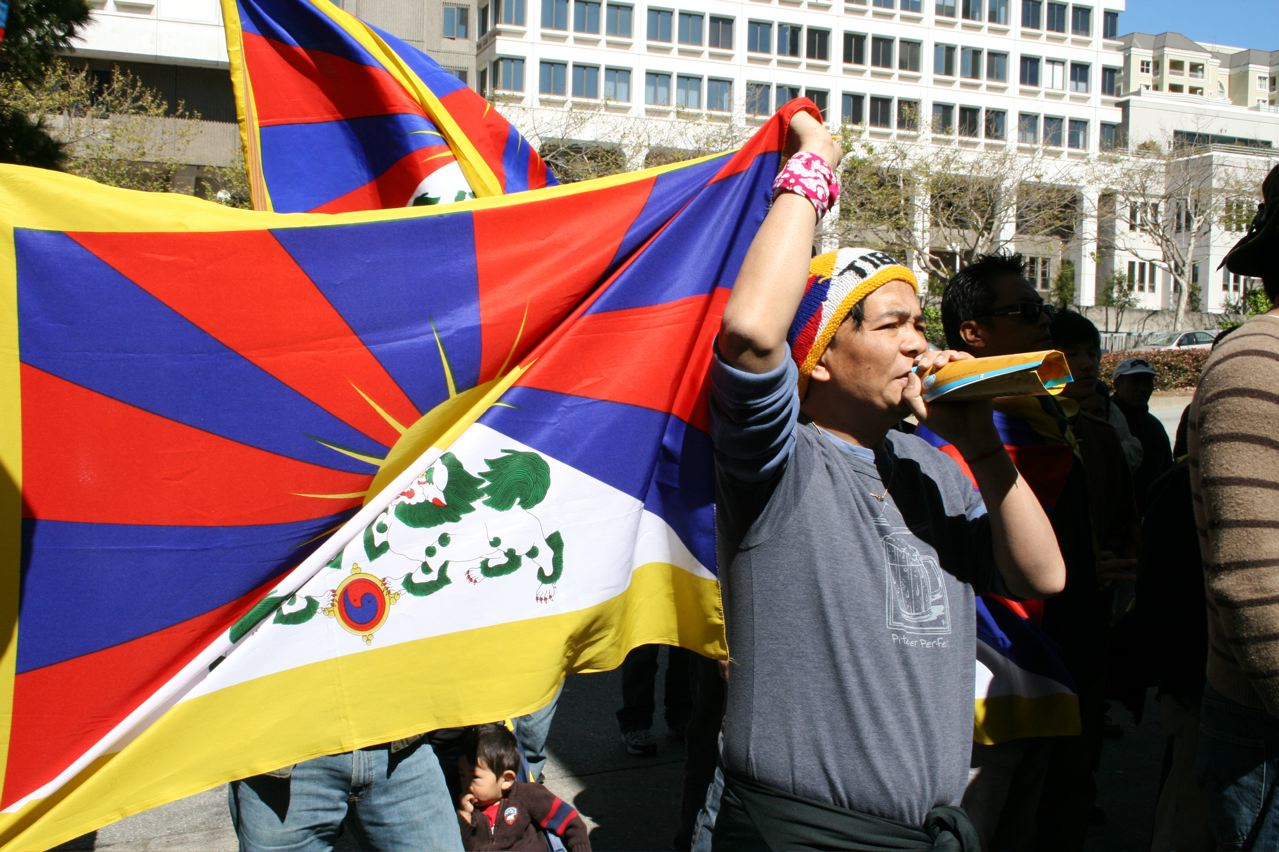
中国驻旧金山总领事馆外的示威者手持西藏流亡政府的雪山狮子旗

BBC中文网引述自由亚洲电台称，3月11日近600名僧人在拉萨警察局外集會，要求釋放前日和平抗議中被抓捕的僧侶，但遭武警拦截，武警並發射催泪弹试图驱散人群。而后武警部队将哲蚌寺、色拉寺、大昭寺包围封锁。有不明來源的报道指出中国政府出动大量武警发射催淚彈以恢复社会治安，但報道並未說明是否有喇嘛在第二天的抗議中被捕。

#### 藏族示威者的打砸抢烧
3月14日拉薩市內的冲突升级。一些僧侶和藏族示威者在布達拉宮東面的大昭寺附近的市中心四處破壞，包括推翻在馬路上警車、私人車輛，燃燒雜物，店鋪受到不同程度的破壞，有建築物起火，救火車和學校被燒毀，亦有人燃燒中国国旗以示不滿及反對，及後中國警方施放催淚彈。雖然有報導指控當局曾經向示威、破壞分子開槍，但目前並沒有證據證實，中國當局也堅決否認了此事。据英国《卫报》报道，拉萨的外国游客目击骚乱中的藏族人士用石头和藏刀袭击当地的汉人和回人等不包括外国人的非藏族人士。根据《每日电讯报》，两位当时在拉萨的西方游客亲眼看到至少七八位汉族平民遭到藏族示威者的暴力攻击；另有一平民被打死；并看到成箱的石块被提供给施暴暴徒。而《经济学人》杂志派驻拉萨的记者发回的报道中，也用“暴徒”字眼来形容纵火和殴打汉人的藏族人。
中国官方的录像 （页面存档备份，存于）以及一名澳大利亚游客的录像 （页面存档备份，存于）也证明有大量藏族示威者以大量石块、刀具、棍棒等为武器，袭击了许多平民，而且並不分漢、藏、回、外國人。其後藏族示威者放火燃烧汽车、消防車，抢劫和燃烧商铺、银行等房屋，造成许多无辜民众被烧死、砸伤。當天七八十名來自康區的藏族青年還集体冲击正在作主麻日的拉萨大清真寺，纵火焚烧古兰经。根據中國官方數據，此次事件中藏獨分子直接造成18名無辜平民的死亡。

#### 暴力骚乱之后

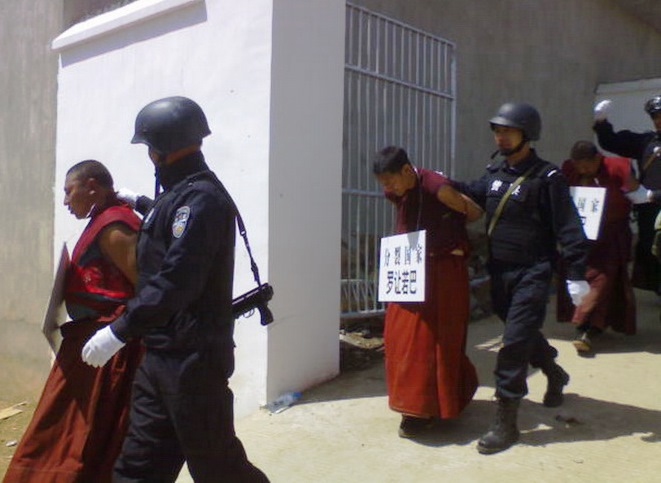
2008年4月被逮捕的西藏僧侣

3月15日，拉薩市內大致恢復正常，但所有店鋪都沒有營業；而全副武裝的武警則把守在五個大街的路口外，也嚴查經過的車輛及行人。正在北京的西藏自治区主席向巴平措表示将依照中華人民共和國有關法律來严厉对付示威者及否認拉薩實施戒嚴或有執法人員開槍鎮壓；而西藏自治区高级人民法院、西藏自治区人民检察院、西藏自治区公安厅发出第一号通告，通告中要求「犯罪分子停止一切犯罪活动，投案自首」，而自首者可以獲得輕判。同日，新華社首次公布在動亂中有10人死亡，而路透社表示至少有5名死亡、近百人受傷。而藏人流亡政府则号称，拉萨有三十人丧生。另一藏人團體於3月18日發表：宣稱至少有15名藏人死於四川3月16日之暴動。並展示了相關死傷圖片為證，實際死傷可能比官方報導要高。
甘肅夏河约一百僧侶從寺廟走出來示威，公安採用催淚彈來驅散示威人士，而示威人士采用暴力手段攻擊當地政府建築物及公安總部。
而據香港有線電視新聞特派西藏採訪隊報道，當日有幾十輛裝甲車被派遣入藏，而路面不斷有裝甲車巡邏。同一日香港無綫電視新聞也引用了中華人民共和國國務院相關部門提供的片段，片段詳細披露騷亂當日不斷有藏民手持刀具襲擊平民和焚燒路面商鋪。
3月16日，早上見不到有人示威，市內廣播呼籲居民守秩序，載有士兵的軍方車輛由裝甲車開路入城，裝甲車上的軍人手持長槍戒備。警方搜捕不法份子，警告他們星期二前自首，否則從嚴懲處。裝甲車在主要街道駐守，大批武警巡邏，所有車輛要嚴格檢查，外國遊客不准進入拉薩。新華社報道，2名受傷警員情況危殆，22座建築物被縱火，幾十輛警車被焚毀。正在出席全國人大會議的西藏拉薩市長多吉次珠表示，局勢已轉趨平靜，當局沒有實施宵禁，亦沒有解放軍入城。同樣出現示威的甘肅省，官員說，已處理妥騷亂。 大批武警及公安在各街道駐守，並透過廣播呼籲民眾維護社會穩定，民眾不敢外出購買糧食。市面局勢仍然緊張，繼續有裝甲車開入市內。外電引述當地居民說，武警到部分藏人的住所，帶走涉及星期五示威及騷亂的人。有離開拉薩的外國旅客說，當地仍不時傳出槍聲。《西藏日報》報道，當地領導昨日召開緊急會議，強調要打擊分裂活動。新華社報道，拉薩北京西路、金珠西路、林廓南路的商店，下午陸續恢復營業，的士及私家車行駛，市民生活趨於正常，但在老城區及周邊街道，大部份商舖仍然停業，不少被燒毀的商店仍未清理。正在拉薩的一名香港遊客說，武警禁止住客離開旅館，但就容許旅館老闆出外補給糧食。她說，上午每個路口都有多名武警組成人鏈把守，下午人數減少，軍車陸續撤走。她說，同一酒店有數名香港遊客，都不太擔心，相信留在酒店是安全的。當地持續停電，酒店外數間商店曾遭縱火，玻璃被打破。大批武警手持長槍及盾牌，搜查部份商店及民房。
3月16日下午香港有線電視新聞現場直播拍攝到一大批接武警和防暴警察的軍用卡車駛近布達拉宮附近的太陽島回民區，對店鋪逐一搜查，當地民衆也非常配合警方的行動，自動打開門給警察搜尋，行動中沒有拘捕任何可疑人士。傍晚香港无线电视则拍摄到路面的汉人声称为了自卫而手持刀具等攻击性武器，其后防暴警察发放催泪弹疏散街上聚集的人士。及後，香港有線新聞和香港無綫新聞均報道警方開始對香港記者采取搜尋行動，並開始勸籲香港記者撤離。
拉薩電視台繼續播出西藏自治区人民政府的通告，呼籲參與日前騷亂的不法分子自首，限期為3月17日晚午夜。通告又表示，會依法從嚴處罰有份窩藏及包庇不法分子的市民，至於積極檢舉犯罪分子的市民，當局會予以保護及獎勵。
流亡印度的第十四世达赖喇嘛则指責北京當局在西藏的行動，是“文化滅絕及恐怖統治”。達賴在記者會否認策劃拉薩騷亂，批評北京仍然依賴武力去達至和平，國際社會調查在拉薩的騷亂，認為國際社會有道德義務，提醒北京做好舉辦奧運的角色。達賴強調，他仍然支持西藏的自治，仍然支持西藏留在中國，亦繼續支持北京奧運的舉辦。被西藏流亡政府否认的十一世班禪喇嘛譴責西藏拉薩星期五的騷亂違背了佛教宗旨，破壞民族團結，嚴重損害人民群眾生命財產安全，堅決反對一切分裂祖國的行為，希望拉薩的事態儘快得到平息。
3月22日，中国当局发出一张21人的列表，他们因被指控参与西藏拉萨的反中国骚乱而受到通缉。嫌疑人的照片被张贴在互联网上。其中两人已被逮捕，还有一人投案。中国政府开始作出一连串的舆论反击，猛烈抨击西方媒体对西藏骚乱错误的报道，指责西方媒体报道不实。
3月22日，大昭寺的喇嘛走訪了3月14日遭到襲擊的拉薩大清真寺，向阿訇獻哈達。當天大昭寺的喇嘛還走訪慰問了其他遭到襲擊的民衆和機關。
3月23日，中共在西藏自治區的機關報紙《西藏日報》將此次事件定性為“由境外达赖集团有组织、有预谋、精心策划和指挥的，发生在拉萨的极少数不法分子实施的严重打砸抢烧事件”，是“一场你死我活的敌我斗争”。
3月27日，在西藏首府拉萨采访的境外记者在中国官员的陪同下参观大昭寺时，30名喇嘛走近他们，喊道西藏没有自由。美联社的一名记者报道说，那些喇嘛告诉记者，西藏流亡精神领袖达赖喇嘛与将近两个星期前发生在拉萨的反政府暴动没有任何关系。报道说，在双方短暂的接触中，中国政府方面人员试图把记者带开。 这些喇嘛高呼西藏无自由，僧人当场指责官方作假，否认打砸抢烧的指控，称骚乱也与达赖无关，连当天在寺庙里的信众都是政府人员假扮的。在场的美联社以及香港无线电视台播出了这一画面：“ 我们没有自由” “那些人都是他们安排进来的”“说我们打砸抢烧，我们根本没有打砸抢烧。”
3月29日，达赖喇嘛在印度首都新德里召开的记者会上，称中国的“数百军人伪装成僧侣”；3月31日中国外交部发言人姜瑜就此指责他是“谣言惑众”。姜瑜表示从武警身着的旧款八七式军服可以推断出，照片不合时代，“假扮僧侣”指控中涉及的证据照片拍摄于2001年，當時武警向僧侶借用袈裟，充当群众演员参加电影《天脉传奇》的拍摄。
4月3日，新華社和中國很多媒體都報道西藏旅游在5月1日全面開放。但是一星期后，西藏自治区旅游局下发通知，要求旅行社停止安排旅行团以及外国游客进藏旅游，什么时候开放要再等通知。

#### 信息管制
騷動後的第二日，即3月15日起，西藏自治区政府開始拒絕外國人、外国記者等進入西藏。到北京时间3月17日凌晨大概一時，西藏政府的官員、武警、公安、中華人民共和國國家安全部人员以及帶同電腦專家手持境外（主要針對香港傳媒）記者名單到拉薩的酒店內逐戶搜查，他們搜查記者的個人電腦、相機，並將有關的照片一一刪去，也沒收流動式的記憶體等。同日早上，由於西藏自治政府表示香港媒體是「非法採訪」，所以在次日早上9時把15名香港記者（包括無綫電視、香港有線電視、亞洲電視、now寬頻電視这4家電視台、香港電台、商業電台这2家電台、1份報章《南華早報》）帶離拉薩，在11時到達成都。3月18日，BBC报道达赖喇嘛出生的村庄已被警察封锁。
互聯網方面，除了大量永久屏蔽的网站外，中國政府又在3月16日屏蔽了知名的視頻分享網站YouTube，随后于3月23日重新开放。中国国务院新闻办公室副主任蔡名照否认知道屏蔽之事，并保证展开调查。

### 其他藏區和新疆的騷亂
3月15日，甘肅省甘南藏族自治州发生了骚乱事件。玛曲、夏河、碌曲、卓尼、合作等市县共造成2．3亿元的公私财产损失。其中玛曲县损失最大，超过1亿元。共造成94人受伤。他们还意图袭击清真寺。事后有二千二百零四人投案自首，其中僧人五百一十九名。从3月14日到3月19日，他们在甘南州夏河、合作、碌曲、玛曲、卓尼、迭部6个县（市）进行打砸抢烧活动，打砸烧毁各类房屋4279间，砸坏和烧毁车辆74辆，砸毁供电设施622处、供水设施590处、供暖设施278处。事后查获枪支、炸弹等。
3月16日，四川省阿坝藏族羌族自治州发生了骚乱事件。
3月22日晚到3月24日，疆獨人士在新疆和田、喀什、乌鲁木齐、克孜勒苏柯尔克孜自治州等地舉行反政府示威。
4月3日，中国国务院新闻办新闻发布会上披露，警方日前在四川省阿坝藏族羌族自治州阿坝县的格尔登寺查获一批武器弹药，其中包括小口径步枪十六支、各种火药枪十四支、子弹四百九十八发、火药四公斤、管制刀具三十三件，查获了数以千计的“藏独”宣传品，还查获了短信群发器和淫秽录像光碟等。对此在印度达兰萨拉西藏格德寺的僧人洛桑益西称：“这是当地藏人按照佛教不杀生的戒律，多年前主动上交给寺院的枪支弹药，基本上这种上交的枪支弹药现象在布达拉宫为首的西藏各寺庙都有”。
4月12日，新华社报道说，3月23日凌晨3点50分左右，西藏昌都地区贡觉县相皮乡政府办公楼内发生一起爆炸案。案件发生后，当地公安机关于4月6日成功破，抓获“以27岁的藏族青年仁青江村为首的”9名「犯罪嫌疑人」。不過這項指控至今仍未得到任何獨立第三方人士證實。
4月28日，青海省果洛藏族自治州达日县公安局刑警大队大队长拉玛才旦带领警察抓捕“3·12”打砸案件犯罪嫌疑人时，与拒捕的犯罪嫌疑人枪战，最终两人全部战死。事后，身中六弹殉职的拉玛才旦被评为烈士。

### 北京藏族學生靜坐
据《泰晤士報》报道，3月17日，北京大約100名中央民族大學的藏族學生在校園內靜坐，聲援藏區的示威；警方封鎖了抗議現場，不過并沒有采取行動拘捕示威者。 据報，中國政府不久就要求在北京學校的藏族學生以書面形式作報告表明自身立場，闡明自己對達賴喇嘛的態度，提供父母的詳細資料和保證不會參加此類政治運動。 對此，一名學生家長要求匿名向《泰晤士報》記者表示：“他們怎能要求那些孩子寫出這樣的政治保證書？孩子們幾乎都不會說藏語呢。政府難道對藏民們不信任至于要孩子們作出保證？”

### 質疑西方媒体报導偏頗失实
中国网民、海外华人及中國官方媒體对主流西方媒体有关西藏骚乱的报道普遍表示质疑。他们认为西方媒体在报道西藏骚乱事件时误导性或倾向性的做法包括：出现配图错误或暗示，如把尼泊尔和印度警察击打喇嘛的照片配以中国拉萨的地点以暗示这种镇压事件发生在中国；很少报道和批判骚乱带来的汉族普通民众的死伤；把西藏公安武警解救被袭汉族人的照片硬说成是警察在抓捕藏人；把中国政府救护车救治伤员以及警察解救民众说成是镇压民众等等。
《华盛顿邮报》网站3月24日报道，中国国内一家反对CNN的网站Anti-CNN在西方媒体大量报道后成立，旨在收集证据证明以CNN为代表的西方媒体的错误报道和怀有偏见的态度。据德国卢森堡广播电视台网站3月23日报道，对其网站上使用一张尼泊尔用棍棒驱散示威者，无意中唤起一种好像是在中国西藏发生的印象而表示道歉。
《中國時報》3月24日电，西方一些媒体的报道，引起了一些网民的反击，尤其是CNN一张图片成为批判焦点。新華社引述網民話說，目前，拉薩局勢已基本平穩，社會秩序已恢復正常。而此時CNN刊登的一幅照片顯示的是軍車在街上行駛，旁邊有一輛汽車在焚燒，前方則有人在奔跑，营造出一种恐怖的氛围。然而根據中國網民找到並上傳的原照片表明，实际上此照片是一些人向軍車投擲石塊，空中的石頭清晰可見。然而在圖片右面的这些人却被CNN截去，产生了截然相反的效果。CNN 記者事后表示，裁剪照片是因為技術上無法同時包括左右兩邊，裁剪得当，不会引起误解。
据BBC中文网 报道，中国网民和海外学生4月初开始在互联网上发起抗议活动，抨击西方部分媒体在报道西藏骚乱事件上「有失偏颇」并指责西方媒体在报道中「颠倒黑白」。
中国中央电视台CCTV网站在4月7日的滚动新闻中以“德国媒体又犯纳粹病 歪曲拉萨真相惹众怒” 为标题，指控德国媒体重复编造谎言。

### 官方安排採訪
3月25日，中國政府安排了十七家境外媒體（包括香港無線電視、《明报》、《南华早报》、《文汇报》、凤凰卫视、台灣中央通讯社、《联合报》、东森电视台、美国联合通讯社、《华尔街日报》、《今日美国》、英国《金融时报》、俄罗斯俄通—塔斯社、日本共同社、新加坡《联合早报》、韩国KBS电视台和卡塔尔半岛电视台）到拉薩採訪。
英国《金融时报》网站3月27日报道，骚乱地区弥漫着一股建筑物被烧毁的味道，许多店铺和公寓楼被烧得只剩下黑乎乎的外壳。电视台报道了有五名“以纯專賣店”的服裝店員（次仁卓嘎、杨东梅、陈佳、何欣欣和刘燕）在騷亂時被暴徒活活烧死的惨剧。但该地区已经基本恢复平静。俄塔社3月27日电，记者在参观拉萨一所小学发现，学校的一幢楼几乎被完全焚毁。校长表示：“作为土生土长的西藏人，我不明白那些喊着反对中国口号进行打砸抢的人到底居心何在”。
明報即時新聞援引美联社记者报道称，在大昭寺採訪時，大約30名喇嘛示威，抗議宗教自由被剝削，示威历时15分鐘。他們表示達賴與事件無關。一名僧人又稱，對部分被帶到寺朝拜的人並非真正信眾而只是共產黨成員一事感到不高興。。
據BBC報道，拉薩3月29日抗議再起，大昭寺、小昭寺附近都發生了抗議活動。美聯社引述美国驻华大使馆发表的一份简短声明说，外交官員走访了拉萨受骚乱影响的地区，有机会直接接触当局挑选的一些拉萨居民。不過全程都有官员陪同監控，代表团没有获准在拉萨自由行动，无法与当地居民进行不受管制的对话。
4月4日香港有線新聞在《神州穿梭》节目中播出的未公开采访片段显示，骚乱的其一起因是有拉萨的僧侣藏民不满当地官员的贪官污吏、徇私枉法而聚集，但起初聚集人士不涉及暴力，后来部分示威暴徒受到不法分子的挑衅才不断冲击防暴警察导致严重骚乱，而当地汉人在骚乱中也不断救助受伤藏民。而有不少拉萨藏民和藏学研究家则寄望中国政府能与达赖对话，最後能夠達到和解，雙方結合，「孤立」藏獨分子，並從而解決西藏問題。
4月9日，由中国政府组织的第二批媒体采访团抵达甘南藏族自治州的拉卜楞寺时，有十多名僧侣冲到记者面前，举着雪山狮子旗，并高呼没有人权，要求让达赖喇嘛返乡。

### 審判
據中國官方說法，截至3月底，西藏公安机关已抓获涉案人士414人，另外还有289人自首，其中包括「骨干」6人，拉萨检察机关共批捕犯罪嫌疑人37人，已向审判机关提起公诉8件17人。并表示首宗公訴涉案人員將不日在拉薩接受審判，他們將會受到「嚴厲的法律制裁」。 隨即，包括中国政法大学教师滕彪等一批執業律师在网上声明，愿意為最近西藏骚乱中被捕的藏民提供法律援助，并呼吁有關當局尊重司法獨立，严格依照宪法，法律和有关刑事诉讼程序来对待被捕藏民。 后滕彪律师被取消律师执业资格，江天勇律师被延缓执业证年检。
4月29日，西藏自治区拉萨市中级人民法院對3月14日拉萨骚乱的30名涉案人士進行了公審，被告分別被判刑3年至20年不等的有期徒刑至无期徒刑。 據新華社報道，參與此案庭審的法官和律師說，案件審判程式依據法律及程式進行，法院依法為所有被告人指定了辯護律師，並使用藏語庭審，被告人得到了充分辯護，其合法權利受到維護； 辩护律師孫文革也称：“法院量刑比我估計的略輕一些。”
2009年4月，拉萨市中级人民法院将参与纵火案导致多人死亡的5名藏人判处死刑。拉萨中级人民法院发言人表示，法院对这些案件的审判程序严格依照中华人民共和国刑事诉讼法的规定，公开开庭审理，法庭为被告人配备了藏语翻译，各被告人的辩护律师都充分发表了辩护意见，被告人的诉讼权利得到充分保障，民族习惯和人格尊严受到尊重。但是反对死刑的大赦国际和位于印度，由西藏流亡僧人组成的西藏人权与民主中心等团体对参与事件的藏人被判死刑、死缓和无期徒刑等重刑表示强烈谴责和关切，并要求撤销它们所说的出于政治需要做出的死刑判决。

## 中国境外民间活动

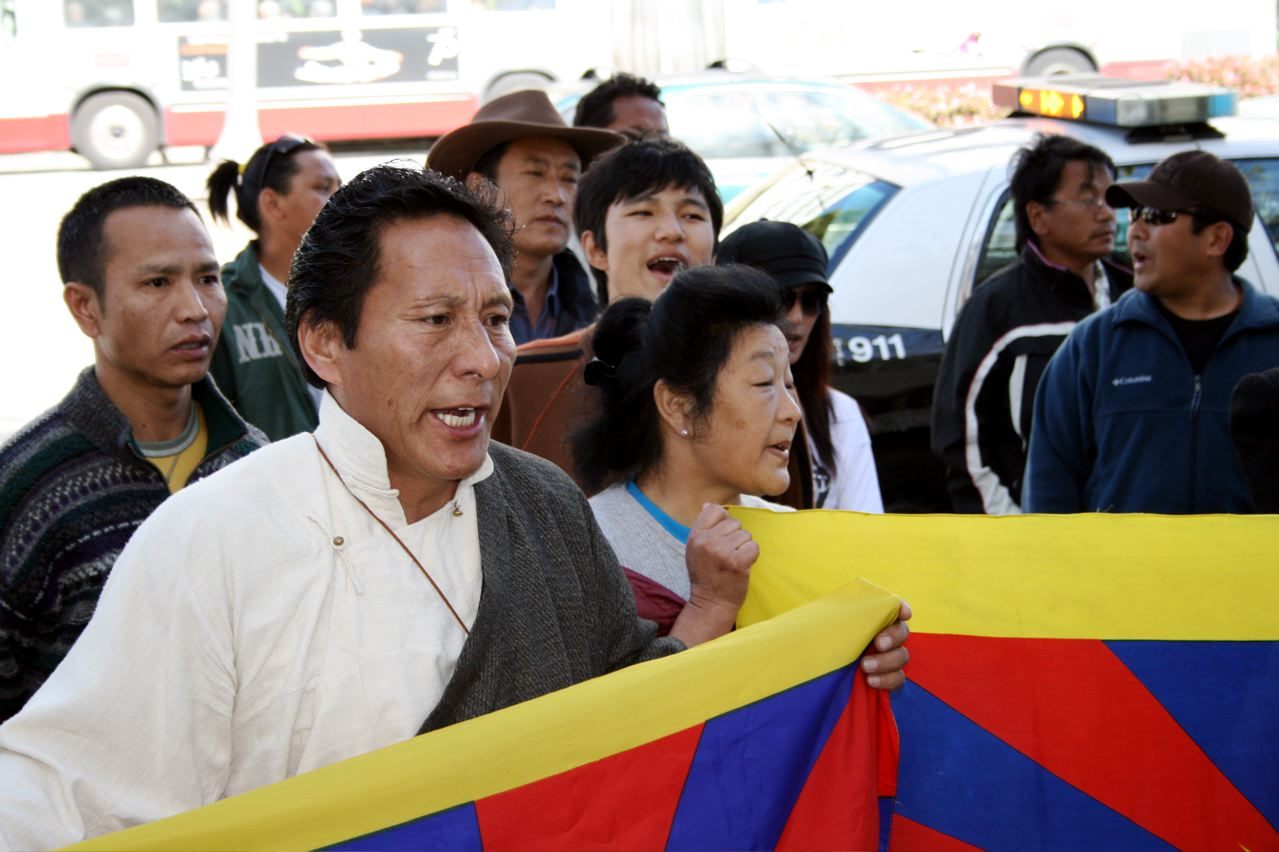
在中國駐美國舊金山總領事館外的抗議

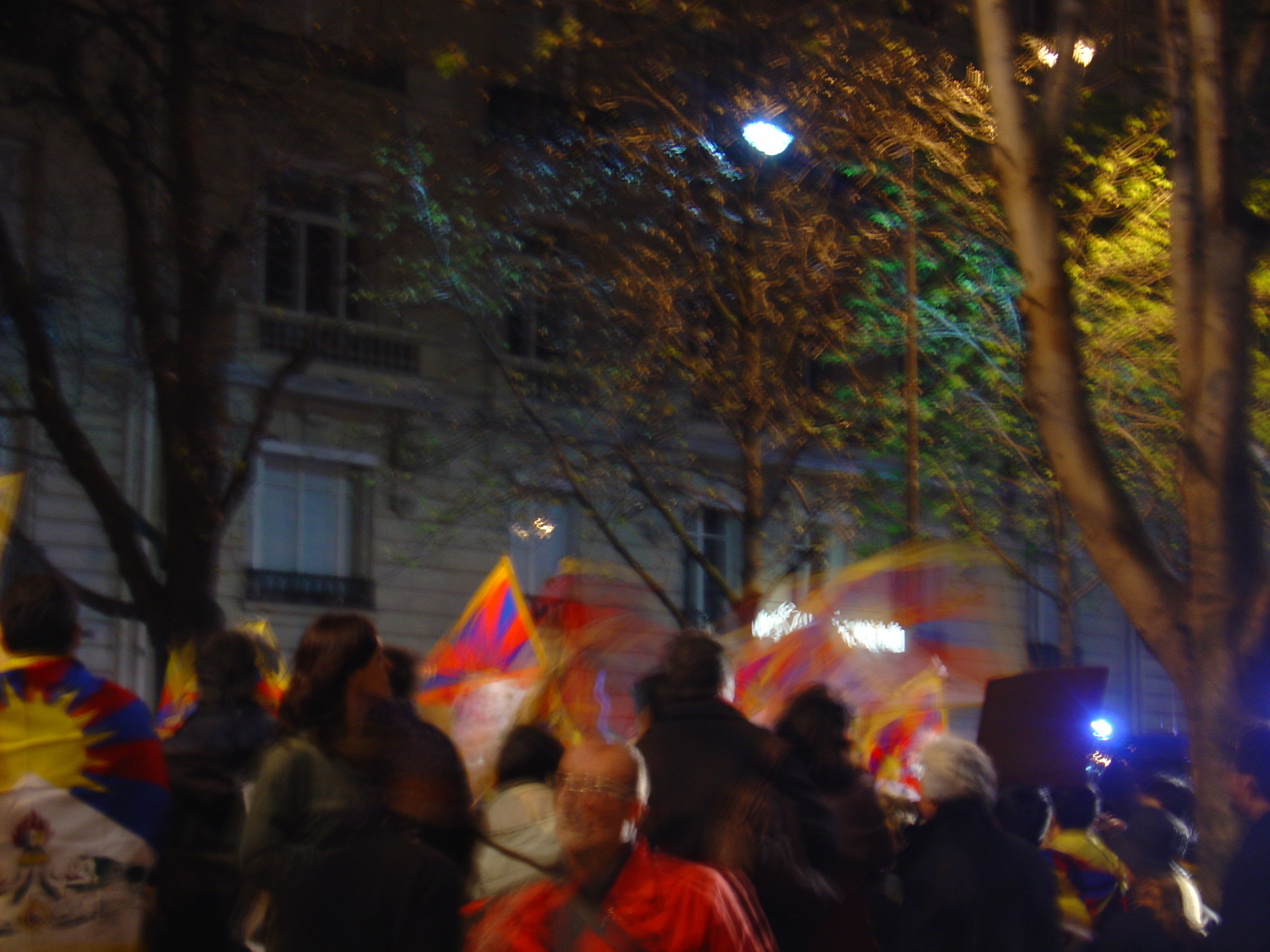
在中國駐法國大使館外的抗议

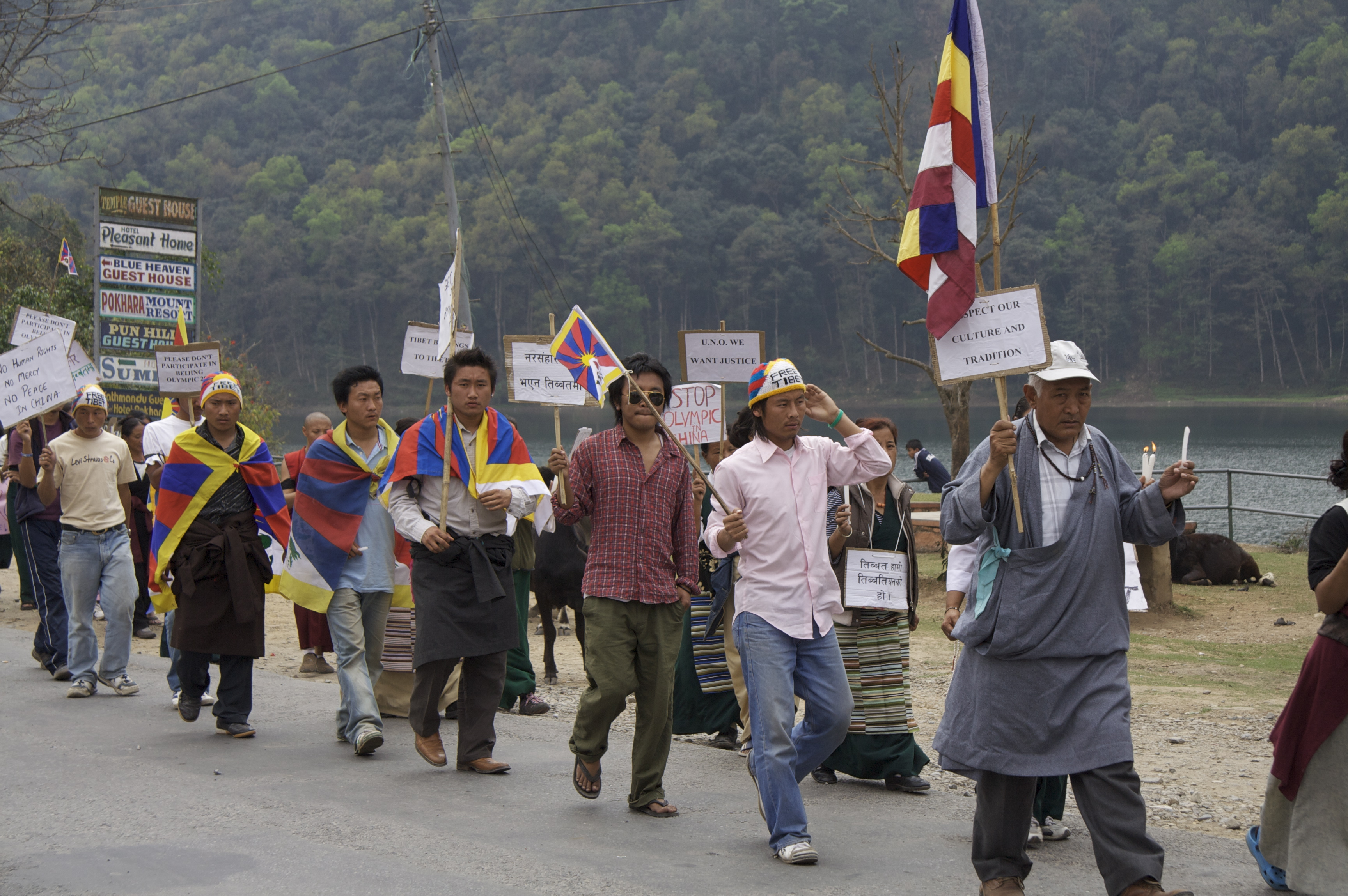
尼泊爾博克拉的支持西藏独立大游行

### 支持中国的活动
基於鄰近奧運，不少中國人自发组织示威活动声援中华人民共和国。从3月底开始，中国留学生、当地华人及部分外籍民众在德国柏林慕尼黑、杜塞尔多夫、开姆尼茨、布伦瑞克、海德堡、汉堡、卡尔斯鲁厄，加拿大多伦多、卡尔加里、温哥华、蒙特利尔、英国曼城、新西兰奥克兰、瑞典斯德哥爾摩、澳大利亚墨尔本、悉尼等地集会游行，抗议西方媒体对此次西藏事件的不实报道，反对西藏暴力骚乱，表达支持（西藏是中国的一部分）的立场。

#### 欧洲
4月19日，来自德国各地的近3000名中國人，华侨以及中国留学生在柏林举行了游行集会，抗议“西方媒体在报道西藏问题时的不实立场”，纪念在西藏事件中的受害者，宣传奥运并反对奥运政治化。 在英国，曼徹斯特千名学生在英國廣播公司大楼前集会抗议媒体不实报道。 在法國，4000多名中国留法学生和法国华人在巴黎共和国广场集会，支持北京奥运，抗议媒体不公。示威者希望人们“认识真正的中国，一个媒体不会展示给你的中国”。 中国留法学生李洹在集会上用法文发表了长篇演讲。

#### 美洲
4月14日和20日，达赖喇嘛在美国华盛顿大学和密歇根大学演讲时，都遭到超过幾百名抗议者的抗议。示威者兩次都使用飞机掛出抗議達賴喇嘛的橫額。

### 针对中国政府的抗议活动
在美國、瑞士、尼泊爾等多個國家，有藏人去到中國領事館外示威，與防暴警察發生衝突。

#### 美洲
3月10日，部分在加拿大的藏人于中华人民共和国驻多伦多领事馆前集会示威。两名示威者闯入领事馆降下楼顶的五星红旗并挥动雪山狮子旗。事件导致两人被当地警方拘捕。
3月14日，部分在加拿大的藏人在中华人民共和国驻卡尔加里领事馆前集会示威。三名示威者进入领事馆，并试图降下五星红旗，其中一人被领事馆内的人员控制，后在当地警方交涉下移交当地警方处理。
部分在美国的藏人于中華人民共和國駐芝加哥總領事館门前守夜。事件导致三名藏人因阻拦中国外交人员轿车而被当地警方拘捕。

#### 欧洲
3月16日，部分在法国的藏人于中国驻法国大使馆门前集会示威。一男子企图爬上使馆围墙摘下悬挂的五星红旗并插上雪山狮子旗，后被警方制止。当地警方使用了催泪瓦斯，并拘捕了若干示威者。
3月18日，英國兩名親西藏流亡政府示威者在倫敦大英博物館一場大型展覽展出的兵馬俑脖子上，掛了反中國標語。
3月18日，在布魯塞爾歐盟總部門前，親西藏流亡政府示威者也和當地警察發生暴力衝突。有兩名示威者在和警察的暴力對抗中受傷，還有兩名被警方扣押。
3月20日，流亡藏人在中国驻奥地利大使馆门前聚集示威。一名藏人爬入使馆阳台，扯下并撕毁了悬挂的五星红旗
。
4月14日，挪威探险家索尔海姆在北极举起雪山狮子旗，他希望西藏问题引起世人的重视。

#### 亞太地區
在澳洲、印度的达兰萨拉、尼泊尔的加德滿都等均有示威者試圖攻入當地中華人民共和國的使领馆。
在尼泊爾首都加德滿都，親西藏流亡政府人士也和當地警察發生暴力衝突，警察不得不用警棍驅散示威者，至少有59人被拘捕。
3月21日，約五十名藏人身綁鮮黃、紅及藍三色組成的西藏旗幟，躲過警方封鎖線，並衝向中國駐印度大使館的圍牆。
部分在澳大利亚的親西藏流亡政府人士于中华人民共和国驻澳大利亚大使馆门前集会示威。部分示威者向大使馆及使馆车辆投掷鸡蛋、水瓶等物品。
在日本東京，超過100名在日藏人和親西藏流亡政府人士在3月16日聚集于代代木公園大聲吶喊抗議中國政府對西藏的“武力鎮壓”。 3月22日，接近1000名西藏流亡政府支持者在東京六本木舉行大型抗議活動。
3月22日，在韓國首爾仁寺洞，多名韓國公民聚集抗議中國政府，他們中大多數來自一個叫「西藏之友」（티베트의 친구들）的非政府組織。

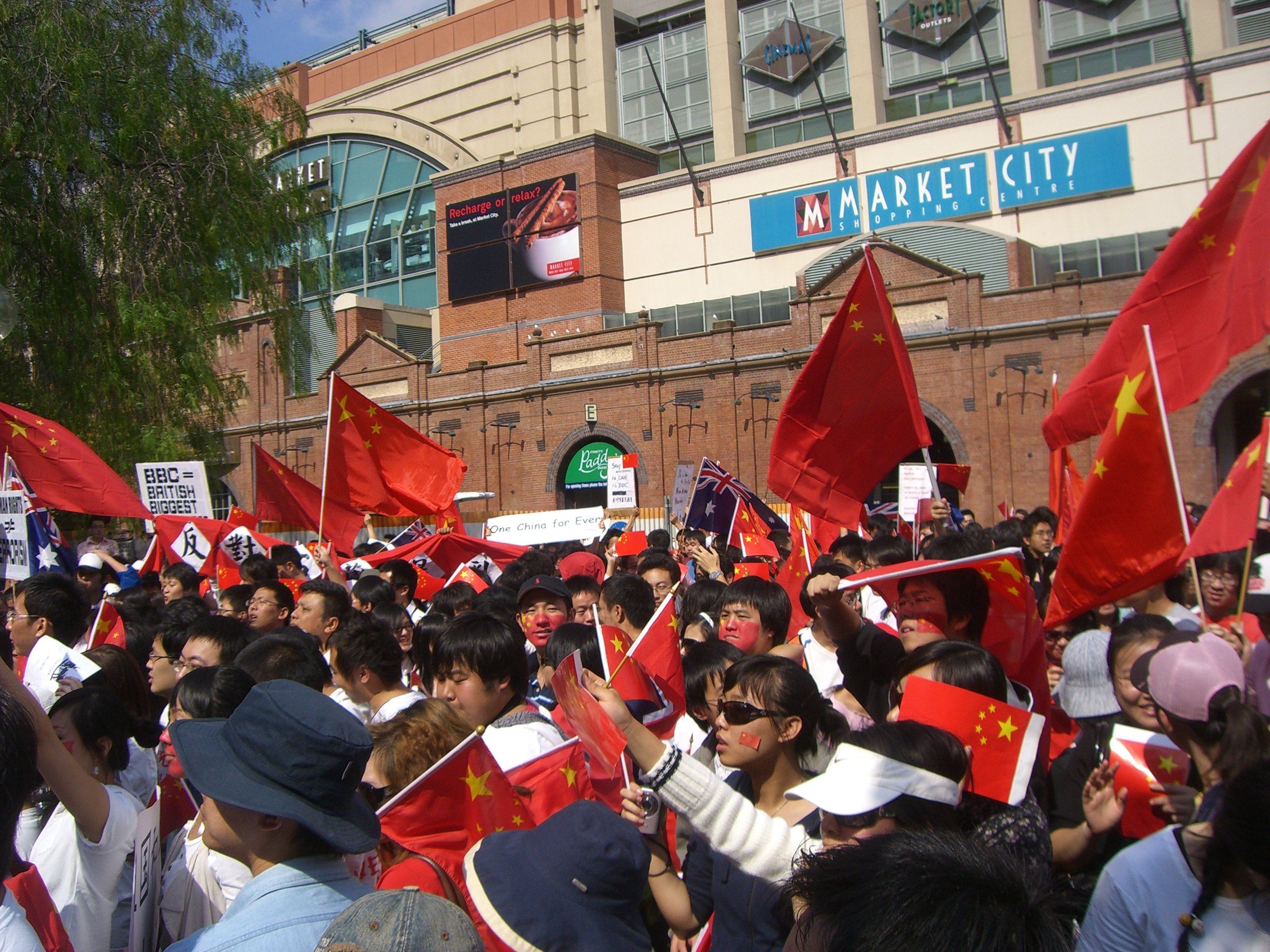
澳大利亚悉尼的支持中國游行

### 奥运火炬接力过程中的抗议与衝突
北京奥运火炬接力的儀式在多國進行。
受西藏鎮壓影響，在傳遞過程中，不少親西藏流亡政府人士在干預和阻撓火炬的正常傳送。自4月6日起，火炬途徑英國倫敦、法國巴黎、 美國舊金山 等地時，都遭遇親西藏流亡政府和關注中國人权示威者的抗议和干扰。同時，也有當地華人華僑和中國留學生組織保護火炬的活動。在火炬傳遞過程中，雙方出現了一些小規模衝突。

## 傷亡數字

### 中華人民共和國官方說法
根据中国官方通讯社新华社3月17日的消息，西藏自治区主席向巴平措当天上午在北京召开的记者招待会上表示：十三名群众被烧死或砍死，其中一人被浇上汽油活活烧死；数十名公安民警受伤，其中重伤4人；共有61名武警受伤，其中重伤6人。向巴平措还说，纵火者一共点燃300多处目标，焚烧民宅、商铺214间。
根據初步統計，拉薩市商戶損失總金額超過9910萬元人民幣。
3月20日新华社消息，四川省阿壩縣公安派出所於3月16日遭攻擊，公安為自衛開槍射傷四名攻擊者，受傷攻擊者在逃
。
2008年3月22日，中國官方將原先公布的西藏動亂官方死亡人數更新，稱西藏暴徒在首府拉薩發動反中國統治抗議活動，殺害了十八名民眾與一名警官。
2008年3月26日新华网消息，据西藏自治区有关部门统计，在这一暴力事件中被致死的无辜群众达到18人，受伤群众382人，其中重伤58人。公安干警、武警官兵伤亡242人，其中轻伤218人，重伤23人，牺牲1人。
死亡人數另有一說為22人。

### 西藏流亡政府說法
西藏流亡政府确认的死亡人数达到了150多人，另有数千人被捕。 中國官方对此持否認态度。

## 各方反应
- 中华人民共和国政府：3月15日中央電視台发布了有關新聞的官方報道，以「打、砸、搶、燒破壞活動」來形容事件。[135]3月18日国务院总理温家宝在第十一屆全國人民代表大會记者招待会上驳斥达赖对中国政府“在西藏实行文化清洗”的指控为“一派谎言”，并指控骚乱是“由达赖集团有组织、有蓄谋、精心策划和煽动起来的”[136]。

- 西藏流亡政府：達賴喇嘛發言人就新華社發表言論後隨即作出反發：「我們可明確指出，這類指控（策劃武力暴動）絕對是無理由，也毫無事實根據。」[137]達賴喇嘛于18日呼吁藏人冷静并表示如果西藏暴力冲突继续恶化以致失控，他将辞去西藏流亡政府领导人的职务[138]。4月2日，法国国际广播电台華語部播放了與流亡政府中國事務負責人達瓦才仁（Dawa Tsering）[139] 的採訪，當中表達了對漢人被藏人傷害的觀點[140]。

### 國際組織
- 联合国：秘书长潘基文的发言人说，潘基文关注拉萨局势，并且敦促所有参与抗议活动的人避免发生冲突和暴力事件。[141] 人权高级专务路易斯·阿波敦促中共允许抗议者自由的集会和发表言论的自由，他也希望中国政府在控制局面方面可以保持克制。[142]

- 欧盟：領導人呼吁中共保持克制和保障西藏的人權。共同外交与安全政策高级代表哈维尔·索拉纳表示這次事件不會導致歐盟介入干涉北京奧運。

- 國際奧委會：國際奧委會主席羅格開始時表示不會評論有關的暴動、示威，因為國際奧委會不是一個國家、政府，只是一個非政府機構的體育組織[116]。但其中一名成員表示國際奧委會關注事件的發展，而國際奧委會發言人表示希望北京奧運可以作為中國改善人權的催化劑[143]。后來奧運聖火的傳遞受到大規模的抗議和譴責后，羅格在4月7日首次表示“深切关注”西藏局勢，并呼吁“尽快、和平地解决西藏问题”[144]。

- ：2010年公布了一分长达73页的报告《我的亲眼所见：中国国安部队在西藏的侵权行为》，当中批評中国政府在藏人居住地区进行的武力镇压行为，包括过度使用武力、酷刑、任意拘留等侵权行为。[145][146]

### 亞洲
- 印度：禁止举行反对中国的示威活动，禁止流亡藏人离开印度北部的冈然地区，对部分激进的藏独分子实施拘留。[147] 印度政府在3月14日逮捕了近30名在新德里中国大使馆附近激进的藏人。[148] 印度外長慕克吉呼籲西藏有關各方，採取非暴力方式，解決西藏問題。[149]

- ：朝鲜外务省发言人3月20日在接受朝中社的采访时表示：“此次事件是西藏分裂主义者在目的不纯的势力的煽动下展开的有组织的行动，现在激起了全体中国人民的愤怒和谴责。西藏是中国领土的一部分。我们支持中国政府为守护西藏稳定和人民根本利益而做出的努力。”[150][151]

- 日本：内阁官房長官町村信孝在3月15日就拉薩的動亂表示：「關心西藏的人權問題；雖然這基本上是中国内政，但还是希望雙方保持剋制以避免混亂擴大。」[152] 町村信孝19日對中國政府處理西藏拉薩騷亂事件的做法表示擔憂，他認為，中方拒絕外交官和媒體進入西藏的做法並不妥當。町村信孝表示，希望中國今後在各個領域努力提高透明度。[153] 但比起西方各國，日本官方並沒有對騷亂做出太大反應。

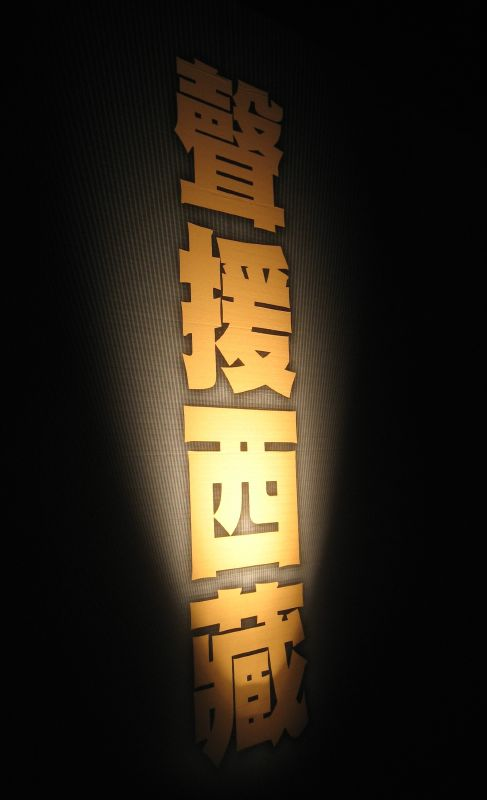
臺灣聲援圖博/西藏的人權之火自由愛活動

- 中華民國：中華民國總統陳水扁及下任總統參選人謝長廷、馬英九均对大陆当局處理西藏騷亂的手法进行了谴责[154][155]；而近於被廢除邊緣的蒙藏委員會表示，基於人道立場以及人權價值，台灣支持西藏爭取人權，呼籲中華人民共和國尊重西藏人權、自決，停止以武力脅迫西藏人乃至境內少數民族的生存，並以和平方式解決西藏問題。[156]中華民國外交部強烈譴責中國武力鎮壓西藏之暴行，並呼籲國際社會共同關注西藏情勢。[157] 另外，台湾媒體高度關注此事件發展，並認為該事件甚至影響即將舉行的中華民國總統選舉。部分媒體預測，該事件對兩岸共同市場為競選主軸的總統候選人馬英九有很大的不良影響。[158] 西藏發生的事件意外成為台灣大選的焦點議題，並衝擊國民黨參選人馬英九的選情。民進黨參選人謝長廷及支持者警告，主張與中國大陸簽訂和平協定、發展兩岸共同市場的馬英九若當選且不改變立場，「今天的西藏很可能就是明天的台灣。」[159]

- 新加坡：新加坡政府在3月25日表示支持中国政府在西藏事件上的处理方式，新加坡外交部发言人表示，新加坡支持中国政府使用尽可能小的武力来保护人民的生命和财产免受暴力抗议者的侵害，同时也反对将政治带入北京奥运会。[160]

- 越南：越南外交部发表声明，表示西藏事件是中国的内政。越南表示相信中国政府会使用合适的方法来维护西藏地区和整个中国的社会和谐及经济发展。[161]

- 泰国：泰国表示西藏问题是中国的内政。泰国反对任何将此问题与奥运会挂钩的尝试。泰国希望中国政府可以尽快恢复西藏自治区的和平与和谐。[162]

- 巴基斯坦：巴基斯坦外交部门发言人反对在西藏的抗议活动，并表示巴基斯坦政府坚决反对任何试图挑衅中国领土完整和主权的行为。[163]

### 歐洲
- 俄罗斯：外交部新闻发言人在3月17日表示，俄方密切关注来自中国的有关近期发生在西藏自治区的事件，希望中国政府采取一切必要措施制止违法行为，尽快使西藏自治区的局势恢复正常。俄方多次声明，西藏是中国不可分割的一部分，处理与达赖喇嘛的关系属于中国内政，将北京奥运会政治化的企图是不可接受的。[164]

- 法国：总统萨科齐呼吁中国保持克制，通过对话的方式解决问题，并称法国愿意为北京恢复与达赖的对话提供便利，[165] 但不排除抵制奧運開幕式。[166][167] 法国總統是第一個表示有可能抵制北京奧運開幕禮的國家元首。[168]

- 波兰：波兰是最早基于西藏人权问题将抵制北京奥运纳入国会讨论的国家。3月27日波兰总理图斯克在接受当地报章访问时说，由于中国当局镇压西藏，他将回避出席北京奥运开幕式，因此波兰也成为第一个出于明确理由宣布抵制北京奥运的国家。

- 捷克：總統瓦茨拉夫·克劳斯表示他會杯葛奧運會開幕式。[169] 克劳斯總統3月26日在其个人网页发表声明中说，他将不会出席北京奥运开幕式和8月8日至24日期间的任何奥运竞赛活动，不過他并没有交待作出这个决定的原因。但他强调，他的决定不应被视为对中国镇压西藏的惩罚，也不可能严重影响到北京政府。

- 梵蒂冈：教宗本篤十六世在3月19日的文告中表示關注騷亂的進展，並促請雙方以和平的方式解決；另一方面，他亦表示關注中華人民共和國的人權問題[170]。

- 英國：首相戈登·布朗及外交大臣戴维·米利班德呼籲雙方克制，並進行對話。[171]

- 德国：总理安格拉·默克爾在3月15日表示：她十分关注西藏的事态发展。[172] 德国外交部发表声明呼吁防止暴力升级，实现和平解决，外交部长呼吁中国提供对西藏事件处理的透明度。[173] 德国经济协作发展部长佐尔19日声明批评暴力，呼吁对话，并基于当前北京对西藏的态势，决定暂停与北京协商能源援中一事。[174]

- 瑞典：外交部部长卡尔·比尔特谴责中国镇压西藏暴乱，敦促中国当局“完全尊重西藏人权”。[175]

- 瑞士：谴责在西藏的暴力活动，敦促中国维护人权以及言论自由。不过，瑞士政府亦动用催泪瓦斯驱赶在苏黎世中国领事馆附近的激进人士。[176]

- ：强烈谴责镇压活动，外交部部长马西莫·达莱马表示：达赖喇嘛不要求独立，他不会破壞一个中国的原则，但是他希望当局尊重藏人的人权、历史和宗教自由。达莱马拒绝将此事和北京奥运联系起来。[177]

### 北美洲
- 美国：驻华大使雷德敦促双方保持节制。3月14日，白宫发言人戈登·约翰德罗表示，北京需尊重西藏文化、需尊重国家内的多元民族。[178] 3月14日，民主党总统参选人奥巴马发表声明，对中国政府镇压拘捕示威僧侣表示不安和谴责，敦促中国政府尊重西藏的基本人权并负责交代被关押僧侣的去向。[179][180] 3月15日，国务卿赖斯发表声明呼吁双方冷静。[181] 3月21日，美国众议院议长蘭希·佩洛西赴印度会见达赖表示支持非暴力立场，呼吁建立国际独立调查团搞清事件真相，中国随即表示反对並嚴厲批評。[182] 3月25日，民主党另一位总统参选人希拉里呼吁美国政府在西藏问题上的表态应该更加强硬，批评中国政府对待西藏“沿用了一贯做法”，但拒绝在运动员抵制北京奥运的问题上表态。 [183] 3月26日，美国总统乔治·沃克·布什打电话给中国国家主席胡锦涛，呼吁中国政府与达赖的代表展开实质性对话，呼吁北京允许记者和外交人员前往西藏。[184] 4月1日，美国众议院密西根州代表萨德斯·迈卡特议员起草禁止聯邦政府要員及其雇員（不包括運動選手及其相關的人員）以公費出席2008年北京奧運的開幕典禮[185]，但該議案就算獲得通過，美國總統乔治·沃克·布什還是有權將其否決。[186]4月9日，參眾兩院通過議案，谴责中国镇压西藏抗议，并敦促北京与达赖展开直接对话。佩洛西在议案获得通过后表示：「北京早该重新检视其打击和妖魔化达赖喇嘛的失败政策，并向世界显示它能够作为一个负责的世界大国进行文明的对话。」[187]

### 大洋洲
- 澳大利亚：澳大利亚政府声明对西藏的严重局势表示强烈关注。总理陆克文敦促中国政府保持克制，表示西藏问题已列入与中国政府外交沟通议题。[188][189][190]  陆克文保证将在訪問中國期间阐述对中国人权问题的关注。陆克文此后在訪問美國期间表示“西藏明确存在人权践踏”，与布什联合敦促中国政府与达赖会谈[191]。

- 新西兰：新西兰议会表示强烈支持藏人和平示威的权利，敦促中国官方谨慎反应并与藏人代表取得有意义的对话。[192]

### 非政府组织及个人
- 针对该骚乱之所以会如此针对回汉移民，倫敦「國際聲援西藏運動」對外聯絡主任桑德斯认为與“中國政府長期以移民奪取西藏經濟資源的政策”有關[193]。
- 3月22日，王力雄、刘晓波等在互聯網上联名发表名为“关于处理西藏局势的十二点意见”的公开信，呼吁停止暴力行为、开展直接对话、实现民族和解。[194] 劉曉波在3月31日在BBC官方網站上的撰文更認為西藏危機凸顯的不僅是中共西藏政策的失敗，更是「唯物主義獨裁政權的失敗」。[195]
- 安全问题专家理查德·本尼特在《亚洲时报》回顾了中情局插手西藏的历史，认为这次西藏骚乱极有可能得到外部势力的策划和支持。[196]
- 全球450多位藏学家、学者发表致胡锦涛的公开信，信中要求“立即停止对中国境内的藏人使用武力”、“停止对西藏言论的压制”，并称“西藏人民和所有中国公民一起，有权享有国际公约保障的、人权公理接受的言论和表达自由的全部权利”。[197]
- 曾任伦敦自由西藏运动组织理事的帕特里克·弗兰奇在《纽约时报》上撰文，认为近二十年来西方在西藏问题上的院外政治活动并没有给西藏人民带来一点好处。[198]
- 法国埃松省社会党 (法国)参议员讓·呂克·梅朗雄在媒体[199] 和自己的 博客 （页面存档备份，存于） 上表示，不同意抵制奥运会和媒体的反华宣传，不同意达赖政教合一的体制，认为西方的做法是虚伪的。

## 后續和影響

### 中国政府與达赖喇嘛恢復會談
騷亂發生的一個多月后，中國政府表示準備與達賴喇嘛進行會談，達賴喇嘛隨即表示歡迎，并表示希望會談有所成果。 5月4日，達賴喇嘛派出的特使在廣東深圳與中國統戰部官員進行了騷亂後的首次會談和接觸，但双方没有就如何解决西藏的政治动荡达成任何协议。

### 北京奧運的博弈
西藏事件的發生使外界更加關注中國的人權問題和民族宗教政策，部分人權組織、國際組織、國家領導人和政界人士、社會名流因各種不同的原因，紛紛要求抵制北京奧運會。這些人受到不少批評，認為他們把奧運與政治扯上關係。

### 媒體報導爭議和極端中国民族爱国主义
西藏騷亂發生后，西方傳媒大量報道中國軍隊在西藏的鎮壓，中國民眾认为其中出現了一些具有偏向性和與事實相悖的報道，加上對于西藏獨立的反感，对西方抵制北京奥运的愤怒，在媒体的宣傳和网络环境中的大讨论的支持下，大量中國國內民眾和海外華人在這次事件中支持中國政府，而指責西方媒體報道失实造假。在隨后的奧運火炬在欧洲地区和北美地区傳遞過程中出現混亂，当地警方对制造混乱的人士采取姑息纵容和流于表面的“制止”行为更加激起了中國部分民眾的憤怒，中國民族主義和愛國主義情緒迅速高漲。大量網民在網絡上發起各種各樣的爱国、支持中國政府、反藏獨、反西方的活動；海外華人亦發起大規模抗議西方媒體不实报道的游行示威。
然而，爱国主义的高漲引起了各方的關注和憂慮，特別是王千源事件和抵制家樂福浪潮顯示出中國部分民眾使用網絡暴力對付表達不同意見的人士。
有媒体認為中國政府操縱和利用了民眾的愛國情緒作為對外籌碼和轉移國內矛盾視線的工具，制造中西方對立。而從4月底開始，中國政府也明顯地為示威活动降溫。

## 相关事件
- 1959年藏区骚乱
- 1989年拉萨骚乱
- 囊帕拉枪杀事件
- 2008年阿坝騷亂
- 2008年新疆反政府示威
- 乌鲁木齐七五事件
- 2012年藏区骚乱